# Israelische Enigma
Bei der israelischen Enigma handelt es sich um von den israelischen Verteidigungsstreitkräften (IDF) für ihre Zwecke speziell modifizierte deutsche Enigma-Maschinen.

## Geschichte
Im Zweiten Weltkrieg, speziell zu dessen Ende, erbeuteten die Streitkräfte des Vereinigten Königreichs rund 200 Exemplare der Schlüsselmaschine Enigma, die von der Wehrmacht zur Verschlüsselung ihres geheimen Nachrichtenverkehrs in Stückzahlen von mehreren Zehntausend eingesetzt worden waren. Kurz nach dem Krieg, im Jahr 1948, boten die Briten ihren Verbündeten im gerade neu gegründeten Staat Israel 30 Stück der zu dieser Zeit allgemein noch als „hochsicher“ und „unknackbar“ geltenden deutschen Verschlüsselungsmaschine an. Die Israelis waren hocherfreut über dieses wertvolle Geschenk und begannen, die deutschen Maschinen für ihre Zwecke zu modifizieren. Sie verbesserten die kryptographische Sicherheit und kombinatorische Komplexität der Maschine und ersetzten bei Tastatur, Lampenfeld, Steckerbrett und Walzensatz das lateinische Alphabet durch hebräische Buchstaben.
Kurz bevor diese nun israelischen Enigma-Maschinen zum Einsatz kommen sollten, geschah jedoch etwas Überraschendes. Der britisch-jüdische Mathematiker Joseph Gillis (1911–1993), der während des Krieges im englischen Bletchley Park  (B.P.) erfolgreich an der Entzifferung des deutschen Enigma-Nachrichtenverkehrs mitgearbeitet hatte, und der nun als Mathematik-Professor in Israel lehrte, erfuhr von einem seiner Studenten, dass der IDF Enigmas von den Briten erhalten hatte. Zu dieser Zeit wurde das „Enigma-Geheimnis“, also der britische Bruch der deutschen Maschine, noch immer streng gehütet (Britain’s best kept secret, deutsch: „Britanniens bestgehütetes Geheimnis“). Auch der Professor war daran gebunden und durfte es nicht verraten. Dennoch suchte und fand er einen Weg, den israelischen Geheimdienst davor zu warnen, das scheinbar großzügige „Geschenk“ der Briten zu nutzen und so durch diese ausspioniert werden zu können. Er fragte seinen Studenten: „Hast du schon einmal vom Trojanischen Pferd gehört?“ Sein Student verstand den subtilen Hinweis, den er an den IDF weitergab. Man sagt, der israelische Premierminister David Ben-Gurion persönlich habe daraufhin entschieden, den israelischen Enigma-Nachbau nicht einzusetzen und so verhindert, dass die Briten den geheimen israelischen Nachrichtenverkehr möglicherweise hätten „mitlesen“ konnten.